# Love & Desire
Love & Desire è un singolo del disc jockey italiano Alex Guesta e della cantautrice maltese Emma Muscat, pubblicato l'11 luglio 2025.

## Descrizione
Il brano è scritto dagli stessi artisti, che hanno anche curato la produzione, con Alexandra Jelilyan.

## Tracce
Testi e musiche di Alessio Lazzaroni, Emma Louise Marie Muscat e Alexandra Jelilyan.
1. Love & Desire – 2:47